# استرایدفلت
استرایدفلت (به انگلیسی: Ystradfellte) یک منطقهٔ مسکونی در بریتانیا است که در پویس واقع شده‌است. استرایدفلت ۵۵۶ نفر جمعیت دارد.